# Dave Walker (narciarz)
David „Dave” Walker (ur. 28 czerwca 1964 w Thunder Bay) – kanadyjski narciarz, specjalista narciarstwa dowolnego. Zdobył dwa brązowe medale w balecie narciarskim kolejno na mistrzostwach świata w Oberjoch i na mistrzostwach świata w Lake Placid. Zajął dwukrotnie 12. miejsce w balecie narciarskim na igrzyskach olimpijskich w Calgary oraz na igrzyskach olimpijskich w Albertville, jednakże balet narciarski był wtedy tylko dyscypliną pokazową.
Najlepsze wyniki w Pucharze Świata osiągnął w sezonie 1990/1991, kiedy to zajął 12. miejsce w klasyfikacji generalnej, a w klasyfikacji baletu narciarskiego był trzeci. Również w sezonie 1987/1988 zajął 12. miejsce w klasyfikacji generalnej, ale w klasyfikacji baletu był dopiero piąty. W sezonie 1986/1987 również był trzeci w klasyfikacji baletu.
W 1992 r. zakończył karierę.

## Osiągnięcia

### Mistrzostwa świata
| Miejsce | Dzień     | Rok  | Miejscowość | Konkurencja      | Zwycięzca          |
| ------- | --------- | ---- | ----------- | ---------------- | ------------------ |
| 5.      | 6 lutego  | 1986 | Tignes      | Balet narciarski | Richard Schabl     |
| 3.      | 1 marca   | 1989 | Oberjoch    | Balet narciarski | Hermann Reitberger |
| 3.      | 12 lutego | 1991 | Lake Placid | Balet narciarski | Lane Spina         |

### Puchar Świata

#### Miejsca w klasyfikacji generalnej
- sezon 1984/1985: 35.
- sezon 1985/1986: 25.
- sezon 1986/1987: 14.
- sezon 1987/1988: 12.
- sezon 1988/1989: 15.
- sezon 1989/1990: 20.
- sezon 1990/1991: 12.
- sezon 1991/1992: 18.

#### Miejsca na podium
1. Breckenridge – 24 stycznia 1986 (Balet narciarski) – 3. miejsce
2. Mont Gabriel – 9 stycznia 1987 (Balet narciarski) – 3. miejsce
3. Voss – 27 lutego 1987 (Balet narciarski) – 3. miejsce
4. Oberjoch – 6 marca 1987 (Balet narciarski) – 2. miejsce
5. Lake Placid – 15 stycznia 1988 (Balet narciarski) – 3. miejsce
6. Breckenridge – 22 stycznia 1988 (Balet narciarski) – 3. miejsce
7. Inawashiro – 20 stycznia 1988 (Balet narciarski) – 2. miejsce
8. Calgary – 20 stycznia 1989 (Balet narciarski) – 2. miejsce
9. La Clusaz – 10 lutego 1989 (Balet narciarski) – 2. miejsce
10. Åre – 16 marca 1989 (Balet narciarski) – 3. miejsce
11. Inawashiro – 9 lutego 1990 (Balet narciarski) – 3. miejsce
12. Piancavallo – 20 grudnia 1990 (Balet narciarski) – 3. miejsce
13. Breckenridge – 17 stycznia 1991 (Balet narciarski) – 3. miejsce
14. Skole – 24 lutego 1991 (Balet narciarski) – 3. miejsce
15. Voss – 8 marca 1991 (Balet narciarski) – 2. miejsce
16. Pyhätunturi – 14 marca 1991 (Balet narciarski) – 3. miejsce
17. Altenmarkt – 12 marca 1992 (Balet narciarski) – 3. miejsce

- W sumie 4 drugie i 13 trzecich miejsc.